# Hacienda de San Nicolás Tolentino

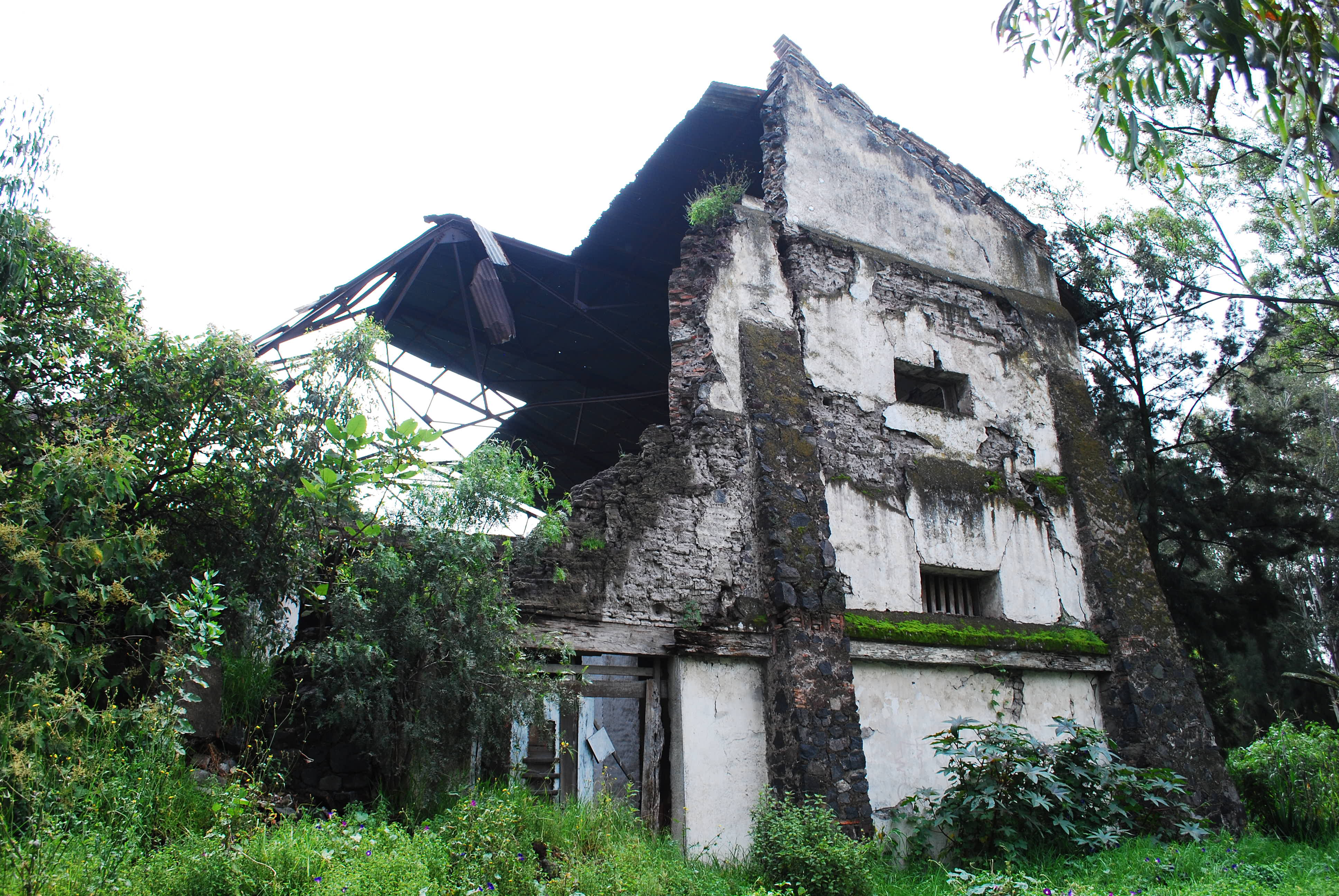
Ruinas de la troje de la hacienda

La Hacienda de San Nicolás Tolentino o Ex-Hacienda de San Nicolás Tolentino, también llamada Hacienda del panteón de Tezonco, Hacienda de San Nicolás Buenavista o Hacienda de la Sagrada Compañía de Jesús, fue una hacienda colonial que tuvo sus terrenos desde el cerro de la Estrella hasta la colonia "La nopalera".

## Historia
La hacienda de San Nicolás Tolentino fue una hacienda colonial que originalmente se llamó "Hacienda de San Nicolás Buenavista" creada por Pedro Ortiz de Valdivia en 1580 con varias porciones de tierras.
En 1622 se construyó su casco, la hacienda contó con terrenos que abarcaron desde la calle "Guillermo Prieto" en Zapotitlán hasta el Cerro de la Estrella.
En 1705 fue adquirida por los jesuitas y pasó a llamarse "Hacienda de la Sagrada Compañía de Jesús".
El 8 de noviembre de 1752 el alcalde de Zapotitlán Francisco Juan y el de Tlaltenco presentaron una demanda a don Joseph Rodríguez del Toro por un problema de linderos.
Fue en esta hacienda donde los jesuitas aceptaron la reclamación para que se pagaran impuestos a Zapotitlán y Tlaltenco por realizar actividades lacustres en los cuerpos acuosos pertenecientes a estos pueblos.
Después de la expulsión de los jesuitas de la Nueva España en 1767 volvió a llamarse "Hacienda de San Nicolás Buenavista".
Durante la independencia sirvió como escondite para Vicente Guerrero.
La propiedad fue adquirida por Íñigo Noriega Lasso, y en 1908 cambió su nombre a "Hacienda de San Nicolás Tolentino".
Esta hacienda fue perdiendo terreno hasta que a la época de la revolución sólo abarcaba el espacio de lo que hoy es el panteón civil de Tezonco, una vez consumada la revolución la hacienda fue expropiada por el gobierno, mismo que ordenó la construcción del panteón.
En la época actual las ruinas del casco y la troje son visibles en el interior del panteón civil de San Lorenzo Tezonco, mismos que sirvieron como oficinas de este.

## Descripción
El casco principal constituye una casa de mampostería con arcos de dos niveles. Troje capaz de contener todos los productos de la hacienda. Capilla con retablos en oro, cuadros que narran de principio a fin la vida de San Nicolás Tolentino y todos los instrumentos para realizar servicios religiosos. Tienda de raya bien abastecida y con todo lo necesario para llevar a cabo las tareas de dicha hacienda.

## Conflictos legales
La hacienda tuvo conflictos legales con los indígenas del pueblo de San Lorenzo Tezonco durante prácticamente toda su historia, ya que estos insistían en recuperar sus tierras, por esta misma razón muchos naturales de este pueblo llegaron a ir presos a la Real Cárcel de la Nueva España por ir a vandalizar el casco de la hacienda.
Tuvo también conflictos con el pueblo de Zapotitlán al invadir en 4 ocasiones la laguna de Tempiluli; en 1752, 1800, 1844 y 1916 respectivamente.
Estos en noviembre de 1752 se extendieron hasta Tlaltenco, que se vio involucrado junto con su vecino Zapotitlán en un problema de linderos.